# 帕拉庫
帕拉庫（法語：Parakou）是貝寧第四大城市，也是博爾古省的首府，位於該國東部，居民主要從事生產棉花、紡織、花生油、啤酒、木棉和伐木，人口約188,853，一半居民信奉伊斯蘭教，三分一居民信奉基督教。
9°21′N 2°37′E / 9.350°N 2.617°E